# Capitoli di Captain Tsubasa Golden 23
Questa è la lista dei capitoli di Captain Tsubasa Golden 23, manga scritto e illustrato da Yōichi Takahashi e facente parte della serie di Capitan Tsubasa. L'opera è stata pubblicata in Giappone da ottobre 2005 ad aprile 2008 sulla rivista Weekly Young Jump di Shūeisha, che l'ha in seguito raccolta in 12 volumi tankōbon. A causa di alcuni problemi legali con la FIFA riguardo all'utilizzo di nomi, stemmi, stadi e fattezze di giocatori e squadre reali, il manga non è stato pubblicato in Occidente, quindi i titoli in italiano sono solo una traduzione letterale degli originali giapponesi.

## Lista volumi
| Nº | Titolo italiano Giapponese 「Kanji」 - Rōmaji | Data di prima pubblicazione            | Data di prima pubblicazione |
| Nº | Titolo italiano Giapponese 「Kanji」 - Rōmaji | Giapponese                             |                             |
| 1  | Captain Tsubasa Golden 23 1 「キャプテン翼 GOLDEN－23 1」 | 17 febbraio 2006 ISBN 4-08-877037-4    |                             |
| 1  | Capitoli - Goal 0: Germany Dream - Goal 1: Giuramento per la medaglia d'oro (金メダルへの誓い?, Kinmedaru he no chikai) - Goal 2: Concentrazione di nuovi talenti (サバイバルの始まり?, Sabaibaru no hajimari) - Goal 3: Recuperare da una situazione difficile (劣勢をはねかえせ!!?, Ressei o hanekaese!!) - Goal 4: Scommessa per la vittoria (危険すぎる賭け?, Kiken sugiru kake) - Goal 5: Miracolo tecnico (伝説の幕開け?, Densetsu no makuake) - Goal 6: Esplosione! Gli inventori del calcio aereo (プライドを懸けた2on2?, Puraido o kake ta 2 on 2) - Goal 7: L'ammirabile tecnica di livello superiore (フットサルコンビを止めろ!!?, Futtosaru konbi o tomero!!) |                                        |                             |
| 1  | Trama Nel prologo, alla Allianz Arena si disputa un'amichevole tra la nazionale maggiore tedesca e quella giapponese. In svantaggio per 2-0 dopo 45 minuti, nel Giappone entrano in campo all'inizio della ripresa Tsubasa Ozora, Taro Misaki e Genzo Wakabayashi, mentre la Germania schiera tra gli altri Karl Heinz Schneider e Hermann Kaltz. Tsubasa e Misaki riaprono l'incontro con un twin shot e Kojiro Hyuga segna il gol del definitivo pareggio. In una conferenza stampa della Federazione giapponese viene annunciato che l'ex allenatore del Meiwa Kozo Kira è diventato il CT della nazionale olimpica Under 23. Il neo mister convoca una trentina di giocatori in un pre-ritiro in vista di due amichevoli contro le rappresentative di Danimarca e Nigeria. Shingo Aoi, Tomeya Akai, Tsubasa, Hyuga e Wakabayashi però non possono rispondere alla convocazione perché impegnati con i loro rispettivi club in Europa; in ritiro si ritrova quindi il resto dei ragazzi della generazione d'oro del calcio nipponico, due nazionali di calcio a 5, Shinnosuke Kazami e Kotaro Furukawa, e i membri del Real Japan 7 visti durante il World Youth. In Spagna, intanto, si disputa la sesta giornata di Liga, e dopo la vittoria contro il Real, Tsubasa guida il Barcellona alla vittoria per 2-0 nella sfida contro il Valladolid, realizzando un gol e un assist. Nel J-Village, sede del ritiro dell'Under 23 giapponese, iniziano a svolgersi delle partitelle d'allenamento per valutare le potenzialità dei giocatori. Furukawa e Kazami, che vogliono prendersi una rivincita sulla generazione di calciatori che li ha tagliati fuori dal mondo del calcio, stupiscono con il loro gioco di coppia. |                                        |                             |
| 2  | Captain Tsubasa Golden 23 2 「キャプテン翼 GOLDEN－23 2」 | 19 maggio 2006 ISBN 4-08-877080-3      |                             |
| 2  | Capitoli - Goal 8: Pensando alla scommessa del ritiro! (プライドを懸けた合宿?, Puraido o kaketa gasshuku) - Goal 9: Il nume protettore contro la Futsal Combi (守護神vsフットサルコンビ?, Shugojin vs Futtosaru Konbi) - Goal 10: La tenace sopravvivenza dei 23 (熾烈なるサバイバル?, Shiretsu naru sabaibaru) - Goal 11: Nuova generazione - La sfida della nazionale giapponese (次世代・日本代表の挑戦?, Jisedai - Nippon daihyō no chōsen) - Goal 12: La difesa e l'attacco degli interditori di gioco (ロスタイムの攻防!!?, Rosu taimu no kōbō!!) - Goal 13: La decisione dell'erbaccia (熱き雑草魂!!?, Atsuki zassō tamashii!!) - Goal 14: Il primo passo verso la medaglia d'oro (金メダルへの第一歩?, Kinmedaru he no daīppo) - Goal 15: Una gioia inattesa (思いがけぬ幸せ?, Omoigake nu shiawase) - Goal 16: Incidente prima della battaglia decisiva (決勝戦の激突?, Kesshō sen no gekitotsu) - Goal 17: Un duo d'attacco troppo pericoloso (危険すぎるツートップ?, Kiken sugiru tsū toppu) |                                        |                             |
| 2  | Trama Nella finale delle eliminatorie asiatiche del World Youth, la nuova Under 19 giapponese capitanata da Takeshi Sawada è alle prese con i padroni di casa della Corea del Sud. In svantaggio per 1-0, i nipponici soffrono la pressione dei coreani, ma poi riescono a reagire, raggiungono il pareggio nei minuti di recupero e sconfiggono i coreani ai rigori, aggiudicandosi l'Asia Youth per la seconda volta consecutiva. Mentre la nazionale danese arriva in Giappone, Kira convoca i 23 giocatori per i due test match dell'Under 23. I giocatori sono per la maggior parte gli stessi del World Youth con in più Taichi Nakanishi, Kazami, Furukawa e Nobuyuki Yumikura a completare i ranghi. Capitano in assenza di Tsubasa diventa Hikaru Matsuyama. Nel frattempo, a Barcellona Sanae Nakazawa annuncia a un felicissimo Tsubasa di essere incinta. Arriva il momento per la Under 23 nipponica di giocare contro i danesi, tra cui spiccano gli attaccanti Haas e Christiansen. I due si dimostrano giocatori piuttosto scorretti e già nella prima azione intervengono violentemente su Hiroshi Jito, rifilandogli simultaneamente una gomitata in faccia e una ginocchiata nello stomaco. L'arbitro non sanziona i due, ma Jito si riprende piuttosto velocemente e il match prosegue. |                                        |                             |
| 3  | Captain Tsubasa Golden 23 3 「キャプテン翼 GOLDEN－23 3」 | 19 luglio 2006 ISBN 4-08-877109-5      |                             |
| 3  | Capitoli - Goal 18: Una difesa più forte del previsto (予想外の守り?, Yosō gai no mori) - Goal 19: L'attacco delle 3M (3Mが攻める!!?, 3M ga semeru!!) - Goal 20: La determinazione di Misaki (岬の決意?, Misaki no ketsui) - Goal 21: Un'azione che realizza l'obiettivo (夢を紡ぐ一撃!!?, Yume o tsumugu ichigeki!!) - Goal 22: La soluzione tenuta segreta (秘めたる覚悟?, Hime taru kakugo) - Goal 23: La rabbiosa onda del contrattacco (怒濤の反撃!!?, Dotō no hangeki!!) - Goal 24: Una spiacevole uscita (無念の退場?, Munen no taijō) - Goal 25: L'amarezza di una decisione (苦渋の決断?, Kujū no ketsudan) - Goal 26: La palla che sparisce (消えたボール!!?, Kieta bōru!!) - Goal 27: Il decollo del falco (舞い降りたハヤブサ!!?, Maiori ta hayabusa!!) |                                        |                             |
| 3  | Trama Dopo aver sfiorato il gol con Shun Nitta, il Giappone trova il vantaggio con Misaki che finalizza un'azione portata avanti da Matsuyama e Misugi. La reazione danese non si fa attendere, infatti poco dopo gli scandinavi trovano il gol del pareggio con Haas che finalizza un'azione di Christiansen. Durante l'azione del pareggio danese, Jito risente dello scontro di inizio partita ed è costretto a uscire dal campo in barella. Kira lo sostituisce col regista Mamoru Izawa, che però viene schierato al centro della difesa. Si riprende a giocare con la Danimarca che attacca, ma Izawa riesce a rubare palla e passa a Furukawa e Kazami, che grazie al loro gioco di coppia e all'aiuto di Misaki avanzano verso l'area, servendo a Nitta che realizza il gol del 2-1 al 40°. |                                        |                             |
| 4  | Captain Tsubasa Golden 23 4 「キャプテン翼 GOLDEN－23 4」 | 19 ottobre 2006 ISBN 4-08-877156-7     |                             |
| 4  | Capitoli - Goal 28: Uno spettacolo incredibile! (信じられぬ光景?, Shinji rare nu kōkei) - Goal 29: Conversione miracolosa! (驚異のコンバート!!?, Kyōi no konbāto!!) - Goal 30: La probabile rinascita! (開花した可能性!!?, Kaika shi ta kanōsei!!) - Goal 31: La vittoria che decora la partenza! (船出を飾る勝利?, Funade o kazaru shōri) - Goal 32: La voce proveniente dalla Germania! (ドイツからの噂?, Doitsu kara no uwasa) - Goal 33: Alla ricerca del soldato d'oro (黄金戦士を探して?, Ōgon senshi o sagashi te) - Goal 34: Una rete promessa (ゴールへの誓い?, Gōru he no chikai) - Goal 35: La benedizione della rete (祝福のゴール!!?, Shukufuku no gōru!!) - Goal 36: Ancora una sorpresa! (サプライズ再び!!?, Sapuraizu futatabi!!) - Goal 37: Capacità tecniche straordinarie (驚異の身体能力?, Kyōi no shintai nōryoku) |                                        |                             |
| 4  | Trama Al termine del primo tempo le squadre rientrano negli spogliatoi, e Kira decide inaspettatamente di spostare il portiere Ken Wakashimazu in attacco nel secondo tempo. Secondo tempo che inizia con un'offensiva giapponese, che porta il punteggio sul 3-1 con Nitta che insacca un pallone che Wakashimazu di testa aveva spedito sulla traversa; subito dopo Matsuyama segna il 4-1 per il Giappone. I danesi accorciano le distanze con Haas ma alla fine il Giappone vince la partita 4-2. Nel frattempo, in Germania, l'Amburgo gioca una partita di Bundesliga e Wakabayashi è in panchina per via dei cattivi rapporti con l'allenatore Seemann che non ha tollerato l'errore del portiere durante Bayern-Amburgo. Minato Gamo intanto si reca in Argentina per convincere l'ex giocatore del Real Japan 11 Gakuto Igawa a entrare in nazionale. Igawa è un classico jolly, ma ha deciso di lasciare il RJ11 per seguire in Argentina la fidanzata, poi morta dando alla luce la loro primogenita. In Spagna il Barcellona gioca in Liga contro il Siviglia e Tsubasa segna due gol e fa a un assist per Reikaar. In Giappone Kira convoca il portiere Wakabayashi. Arriva il momento per la Under 23 nipponica di giocare contro i nigeriani, tra cui spiccano gli attaccanti Ochado e Bobang, ma tra cui militano grandi giocatori come i sicuri difensori Mumang, East e Babayan e il forte attaccante Jacks. La partita inizia ed è subito la Nigeria a rendersi pericolosa con una conclusione al volo di Bobang parata da Wakabayashi. Capovolgimento di fronte e il Giappone va vicino al gol del vantaggio con un colpo di testa di Wakashimazu, ma il portiere nigeriano riesce a respingere il pallone. |                                        |                             |
| 5  | Captain Tsubasa Golden 23 5 「キャプテン翼 GOLDEN－23 5」 | 19 gennaio 2007 ISBN 978-4-08-877197-7 |                             |
| 5  | Capitoli - Goal 38: Il duello che non posso perdere (負けられない対決!!?, Make rare nai taiketsu!!) - Goal 39: Una dichiarazione assoluta (不敵なる宣言?, Futeki naru sengen) - Goal 40: L'offensiva delle aquile! (イーグルス襲来!!?, Īgurusu shūrai!!) - Goal 41: Le ambizioni dei nostri portieri (GK同士の狙い?, GK dōshi no nerai) - Goal 42: Spiriti affamati in fermento (沸き立つハングリー精神!!?, Wakitatsu hangurī seishin!!) - Goal 43: Un uno contro uno mai visto (未体験の一対一!!?, Mi taiken no ichitai ichi!!) - Goal 44: Solamente per la vittoria! (ただ勝利のために?, Tada shōri no tame ni) - Goal 45: Invito al ritorno (再起への誘い?, Saiki he no izanai) - Goal 46: Continua a inseguire il tuo sogno! (夢を追い続けて?, Yume o oi tsuduke te) - Goal 47: Affidati all'asso (エースに託せ!! 扉?, Ēsu ni takuse!! Tobira) |                                        |                             |
| 5  | Trama L'arbitro fischia un calcio di rigore a favore della Nigeria, ma Wakabayashi riesce a deviare in corner il penalty. Il corner viene battuto da Ochado che tira direttamente in porta ma Wakabayashi afferra con le mani il pallone senza alcuna difficoltà, e rinvia immediatamente in direzione di Wakashimazu, che segna in rovesciata il gol del vantaggio nipponico. La Nigeria tenta di pareggiare con Ochado prima su punizione e poi su corner, e infine riesce nel suo intento con Bobang, che devia in rete un calcio d'angolo di Ochado. Sul finire del primo tempo i nigeriani si portano anche in vantaggio, con un gol di Ochado. |                                        |                             |
| 6  | Captain Tsubasa Golden 23 6 「キャプテン翼 GOLDEN－23 6」 | 19 aprile 2007 ISBN 978-4-08-877247-9  |                             |
| 6  | Capitoli - Goal 48: Problema nell'1 contro 1 (一対一へのこだわり?, Ichitai ichi e no kodawari) - Goal 49: La ragione per cui non puoi vincere (勝利できぬ理由?, Shōri deki nu riyū) - Goal 50: Il ruggito del contropiede (反撃への咆哮?, Hangeki e no hōkō) - Goal 51: Un'azione appassionata (執念の一撃!!?, Shūnen no ichigeki!!) - Goal 52: Il tuffo fatale (決死のダイブ!!?, Kesshi no daibu!!) - Goal 53: Una parola d'ordine supplementare (新たな合言葉?, Arata na aikotoba) - Goal 54: Una nuova partenza (新たなるスタート!!?, Arata naru sutāto!!) - Goal 55: Il match di ritorno da non perdere! (負けられぬ再戦!!?, Make rare nu saisen!!) - Goal 56: L'obiettivo del tecnico (策士の狙い?, Sakushi no nerai) - Goal 57: La determinazione del fratello grande! (兄の決意?, Kei no ketsui) |                                        |                             |
| 6  | Trama Nel secondo tempo il Giappone attacca ma la difesa nigeriana è molto forte e i giapponesi riescono a effettuare solo tiri dalla lunga distanza che vengono poi parati dal portiere. Al 90° però Misaki grazie alla sua determinazione e alla sua bravura riesce a segnare il gol del pareggio, sbattendo però la testa contro il palo ma senza conseguenze. La partita finisce 2-2. Passa qualche mese, a dicembre la Júbilo Iwata di Misaki vince la J-League mentre il Barcellona di Tsubasa vince dieci partite di fila e torna in corsa per la vittoria della Liga. A inizio gennaio si disputa il big match tra il Barcellona di Tsubasa e il Valencia di Carlos Santana, rispettivamente terza e seconda in campionato. Il Barcellona si porta subito sul 2-0 grazie a una doppietta di Tsubasa. |                                        |                             |
| 7  | Captain Tsubasa Golden 23 7 「キャプテン翼 GOLDEN－23 7」 | 17 agosto 2007 ISBN 978-4-08-877313-1  |                             |
| 7  | Capitoli - Goal 58: Una giocata intelligente e imprevedibile (予測不能の頭脳プレー!!?, Yosoku funō no zunō purē!!) - Goal 59: Il segnale del contrattacco (繁劇の狼煙（のろし）?, Hangeki no noroshi) - Goal 60: Una determinazione che non posso perdere (譲れぬ気迫!!?, Yuzure nu kihaku!!) - Goal 61: Il tuffo della determinazione (気迫のダイブ!!?, Kihaku no daibu!!) - Goal 62: Difendiamoci anche in 10 (10人で守り切れ!!?, 10 nin de mamori kire!!) - Goal 63: Lo strabiliante scontro aereo (驚異の空中激突!!?, Kyōi no kūchū gekitotsu!!) - Goal 64: Gli ultimi 5 minuti di attacco e difesa (残り5分の攻防?, Nokori 5 bunno kōbō) - Goal 65: L'inserimento della determinazione (執念の突進!!?, Shūnen no tosshin!!) - Goal 66: Una combinazione di gioco fuori dal comune (規格外コンビプレイ!!?, Kikaku gai konbi purei!!) - Goal 67: Determinati a vincere (優勝への決意?, Yūshō e no ketsui) |                                        |                             |
| 7  | Trama Il Valencia non si arrende e grazie a una doppietta di Santana riesce a pareggiare. Ma nel finale un goal in collaborazione tra Tsubasa e Gonzales porta il Barcellona sul 3-2 che così espugna il Mestalla e scavalca i padroni di casa in classifica. |                                        |                             |
| 8  | Captain Tsubasa Golden 23 8 「キャプテン翼 GOLDEN－23 8」 | 19 ottobre 2007 ISBN 978-4-08-877337-7 |                             |
| 8  | Capitoli - Goal 68: Una determinazione incrollabile (不退転の決意?, Futaiten no ketsui) - Goal 69: Una prima azione pericolosa (危険なファーストプレイ?, Kiken na fāsuto purei) - Goal 70: Il talento si è svegliato (覚醒した才能!!?, Kakusei shi ta sainō !!) - Goal 71: Il vero valore del jolly (オールラウンダーの真骨頂?, Ōruraundā no shinkocchō) - Goal 72: Il responso del turno preliminare asiatico (アジア予選への手応え?, Ajia yosen e no tegotae) - Goal 73: Il ritorno del campione (エースの復帰?, Ēsu no fukki) - Goal 74: Muoversi per la vittoria (勝利への焦り?, Shōri e no aseri) - Goal 75: La scena della resurrezione (復活の舞台?, Fukkatsu no butai) - Goal 76: Stadio in fermento (沸き立つスタジアム?, Wakitatsu sutajiamu) - Goal 77: Passi avanti verso la partita decisiva (試練の始まり?, Shiren no hajimari) - Goal 78: Al loro livello massimo (終わりなき挑戦!!?, Owari naki chōsen!!) |                                        |                             |
| 8  | Trama In Giappone inizia l'amichevole Giappone-Paraguay. Fa il suo debutto in nazionale Igawa che dopo aver sfiorato l'autogol in apertura, si riprende e nell'azione successiva impedisce agli avversari di segnare spazzando via la palla proveniente dalla bandierina del corner. Il Giappone passa in vantaggio con Igawa, al 30° segna il gol del 2-0 con Wakashimazu e nella ripresa segna il 3-0 finale con Nitta entrato al posto di Yuzo Morisaki. A Barcellona nel frattempo inizia il match tra i padroni di casa e l'Atletico Madrid di Torres. In panchina per i blaugrana è presente anche Rivaul, al rientro dopo l'infortunio. Il Barcellona ha bisogno di vincere la partita in modo da ridurre lo svantaggio dal Real Madrid capolista a due punti. L'Atletico va però subito in vantaggio con Torres. Van Saal decide allora di far entrare in campo Rivaul, che serve un assist a Tsubasa il quale realizza in rovesciata il gol del pareggio. Poco dopo Tsubasa e Rivaul segnano il gol della vittoria con un twin shot, che fissa il risultato sul 2-1. Intanto, visto che non trova spazio nell'Amburgo, Genzo decide di aggregarsi all'Under 23 giapponese. Kira convoca i 23 giocatori che disputeranno le qualificazioni asiatiche alle Olimpiadi di Madrid; a parte l'infortunato Jito e i giocatori all'estero, sono presenti i calciatori della generazione d'oro, più Igawa, Furukawa, Kazami e i rientranti Wakabayashi e Sawada. In Spagna, Tsubasa è ormai pronto a disputare il match di ritorno contro il Real Madrid di Natureza, mentre in Italia è giunto il momento della sfida tra Aoi e Hyuga, che si trovano uno contro l'altro in Albese-Reggiana. |                                        |                             |
| 9  | Captain Tsubasa Golden 23 9 「キャプテン翼 GOLDEN－23 9」 | 18 gennaio 2008 ISBN 978-4-08-877378-0 |                             |
| 9  | Capitoli - Goal 79: Lo scoppio dello shock (衝撃の開戦!!?, Shōgeki no kaisen!!) - Goal 80: Realtà troppo dura (厳しすぎる現実?, Kibishi sugiru genjitsu) - Goal 81: Decisione eroica (壮絶な決意?, Sōzetsu na ketsui) - Goal 82: Unione intensificata (深まる団結力?, Fukamaru danketsu ryoku) - Goal 83: Match sull'orlo del baratro (ガケッぷちの戦い?, Gakep Puchi no tatakai) - Goal 84: Il dubbio del comandante (指揮官の迷い?, Shiki kan no mayoi) - Goal 85: Un metodo ancora sconosciuto (未知なる一手?, Michi naru itte) - Goal 86: Il piano segreto di Frim (手堅き秘策?, Tegataki hisaku) - Goal 87: Cercando di guadagnare tempo (露骨過ぎる時間稼ぎ?, Rokotsu sugiru jikan kasegi) - Goal 88: Counterattack's Bullet Clear (反撃の弾丸クリア!!?, Hangeki no dangan kuria!!) |                                        |                             |
| 9  | Trama Il Giappone supera agevolmente il proprio girone, battendo a suon di gol la Malesia, il Bahrain e la Thailandia nel secondo turno delle qualificazioni asiatiche. Ma nel terzo turno il Giappone viene inserito in un girone di ferro con Australia, Vietnam e Arabia Saudita. I nipponici, privi di quattro dei cinque "europei", nel girone d'andata deludono pareggiando 1-1 contro l'Arabia Saudita di Mark Owairan, e perdendo per 3-1 contro l'Australia dei tre moschettieri Mark Duvika, Harry Conwell e Tim Shacker. Riescono a battere solo il poco competitivo Vietnam per 5-0. Poiché solo la prima si qualifica alle Olimpiadi, i nipponici per qualificarsi dovranno vincere tutte le rimanenti partite e sperare in un passo falso dell'Australia. Inoltre nel match con l'Australia si infortuna Wakabayashi. Nella quarta giornata il Giappone affronta l'Arabia Saudita e inizia bene la gara passando subito in vantaggio. L'Arabia Saudita prova a pareggiare con un middle shot di Owairan ma Ishizaki respinge il tiro con la faccia e nell'azione successiva il Giappone segna il gol del 2-0 con Nitta. L'Australia contemporaneamente sconfigge il Vietnam per 5-0 e ipoteca la qualificazione. Nella quinta giornata il Giappone affronta il fanalino di coda Vietnam mentre l'Australia gioca contro l'Arabia Saudita già eliminata. Il Giappone vince 4-0, mentre l'Australia, passata in vantaggio nel primo tempo, viene raggiunta nel finale dall'Arabia Saudita. In questo modo il Giappone ha ancora una piccola possibilità per qualificarsi alle Olimpiadi: basterebbe infatti vincere lo scontro diretto contro l'Australia con tre o più reti di scarto per qualificarsi. La partita inizia con l'Australia che fa melina, ma dopo alcuni minuti il Giappone riesce finalmente a impossessarsi della palla grazie a Igawa che intercetta un passaggio e passa a Misaki. |                                        |                             |
| 10 | Captain Tsubasa Golden 23 10 「キャプテン翼 GOLDEN－23 10」 | 18 aprile 2008 ISBN 978-4-08-877425-1  |                             |
| 10 | Capitoli - Goal 89: Deciso al sacrificio!! (捨て身の決意!!?, Sutemi no ketsui!!) - Goal 90: Dolce esitazione (優しさ故の迷い?, Yasashi sa yue no mayoi) - Goal 91: Ultima fuga!! (最後のフライト!!?, Saigo no furaito!!) - Goal 92: Un duro prezzo da pagare (先制点の代償?, Sensei ten no daishō) - Goal 93: Attacco e difesa del fronte (真正面からの攻防?, Masshōmen kara no kōbō) - Goal 94: Lo spirito che non fugge via (逃げない心?, Nige nai kokoro) - Goal 95: Segreti in evoluzione (勝利への奥義?, Shōri e no ōgi) - Goal 96: Vola!! Wakado Style Combi!! (飛翔!! 若堂流コンビ!!?, Hishō!! Waka Dō Ryū Konbi!!) - Goal 97: Il falco sbatte le ali verso il mondo!! (世界へ羽ばたく隼!!?, Sekai e habataku hayabusa!!) - Goal 98: Spirito ereditato (受け継いだ魂?, Uketsui da tamashii) |                                        |                             |
| 10 | Trama Sugli sviluppi di un calcio d'angolo i gemelli Tachibana si sacrificano e, nonostante un infortunio alle gambe, effettuano lo Skylab Hurricane portando in vantaggio il Giappone. I due attaccanti però sono costretti ad abbandonare il campo in barella. Al loro posto subentrano Nitta e Wakashimazu. Da una acrobatica combinazione tra i due, nasce il gol del 2-0, firmato da Nitta. A questo punto continua il forcing affannato dei giapponesi alla ricerca del gol qualificazione. |                                        |                             |
| 11 | Captain Tsubasa Golden 23 11 「キャプテン翼 GOLDEN－23 11」 | 18 luglio 2008 ISBN 978-4-08-877474-9  |                             |
| 11 | Capitoli - Goal 99: Flusso turbolento (不穏な流れ?, Fuon na nagare) - Goal 100: Il tempo scorre troppo velocemente (早過ぎる時間経過?, Haya sugiru jikan keika) - Goal 101: Il giudice che cambia il destino!! (運命を変えるジャッジ!!?, Unmei o kaeru jajji!!) - Goal 102: Spirito irriducibile (折れない心?, Ore nai kokoro) - Goal 103: Essere sé stessi e non chiunque (誰でもない自分へ?, Dare demo nai jibun e) - Goal 104: Riproduzione della leggenda!! (伝説の再現!!?, Densetsu no saigen!!) - Goal 105: Il terzo uomo (第三の男?, Sai san no otoko) - Goal 106: Per un goal in più (ただ一点のために?, Tada ichi ten no tame ni) - Goal 107: La forza di volontà di un piccolo soldato (小兵の意地?, Kohyō no iji) - Goal 108: La nascita della New Futsal Combi (新フットサルコンビ誕生!!?, Shin Futtosaru Konbi tanjō!!) |                                        |                             |
| 11 | Trama Nonostante i vari tentativi il primo tempo si chiude sul risultato di 2 a 0. L'Australia nella ripresa si presenta con ben altro piglio, e riesce a segnare il gol del 2-1 a metà della ripresa, sfiorando anche il gol del pareggio nei minuti successivi. Dopo questo momento di sbandamento il Giappone si scuote, e a 12 minuti dalla fine si porta sul 3-1, con un gol di Igawa che finalizza di testa un'azione personale di Misaki. I nipponici a questo punto sostituiscono Sawada con Sano e lanciano il forcing finale alla ricerca del gol qualificazione. |                                        |                             |
| 12 | Captain Tsubasa Golden 23 12 「キャプテン翼 GOLDEN－23 12」 | 17 ottobre 2008 ISBN 978-4-08-877527-2 |                             |
| 12 | Capitoli - Goal 109: L'intenzione di rafforzare il suo spirito (貫き通す意思!!?, Tsuranukitōsu ishi!!) - Goal 110: Forte e gentile (優しさと強さ?, Yasashi sa to tsuyo sa) - Goal 111: Linked Spirit Combi Play (魂が結ぶコンビプレー?, Tamashii ga musubu konbi purē) - Goal 112: La strada verso Madrid (マドリッドへの道?, Madoriddo e no michi) - Speciale: Wish for Peace in Hiroshima 1 (WISH FOR PEACE IN HIROSHIMA〈前編〉?, Wish for Peace in Hiroshima (zenpen)) - Speciale: Wish for Peace in Hiroshima 2 (WISH FOR PEACE IN HIROSHIMA〈後編〉?, Wish for Peace in Hiroshima (kōhen)) - Speciale: Io sono Taro Misaki (ボクは岬太郎?, Boku wa Misaki Tarō) |                                        |                             |
| 12 | Trama Il gol del 4-1 arriva all'89° grazie a una rovesciata di Misaki che ribadisce in rete una respinta di un difensore australiano su tiro di Nitta. L'Australia non riesce a superare la difesa giapponese nel recupero, e così la nazionale di Kira può festeggiare la qualificazione alle Olimpiadi di Madrid, grazie al risultato finale che permette di raggiungere l'Australia in vetta al girone, superandola per via della migliore differenza reti. |                                        |                             |